# Réservoir de Sarsang
Le réservoir de Sarsang (arménien : Սարսան ջրամբար, azéri : Sərsəng su anbarı) est un lac de barrage situé dans la province de Martakert au Haut-Karabagh. Il a été formé sur le Tartar à la suite de la construction d'un barrage en 1976. Une centrale électrique d'une puissance de 50 MW est alimentée par la force de l'eau en sortie de réservoir.